# Junk science
Junk science (o scienza spazzatura) è un termine usato nelle controversie politiche e legali negli Stati Uniti, per indicare dati scientifici, di ricerca o di analisi giudicati come falsi o tendenziosi. Il termine è usato per trasmettere una connotazione negativa sul fatto che la ricerca posta in discussione di validità sia stata svolta sotto la guida di interessi politici, ideologici, finanziari, o altri motivazioni non scientifiche. In altre parole il termine indicherebbe una voluta distorsione dei metodi scientifici al fine di raggiungere conclusioni che non sarebbero accettabili o confermate se svolte tramite ricerche scientifiche corrette.

## Utilizzo del termine
Il termine è stato utilizzato per la prima volta in relazione alle testimonianze di esperti in materia di contenziosi civili.
Più recentemente, è stato utilizzato per criticare e sminuire le ricerche sugli effetti nocivi per l'ambiente (come nei casi in cui vengono contrapposte differenti teorie sull'effetto serra o sulla pericolosità degli OGM) o la salute pubblica (tipico esempio ipotesi sulle possibili modalità di contagio dell'AIDS) causate o indotte dalle attività commerciali, industriali produttive, oppure in risposta a queste critiche. Il termine "junk science" è spesso contrapposto a "sound science", un termine usato per descrivere gli studi che favoriscono il punto di vista dell'accusatore. Entrambi questi termini non hanno una definizione o una applicazione all'interno della comunità scientifica, bensì sono termini utilizzati nell'ambito dei dibattiti politici.
L'utilizzo del termine in dispute aventi come oggetto interessi politici o economici nel dibattito su ricerche o ipotesi scientifiche controverse, è il discriminante che distingue quello che viene categorizzato come junk science da quello che viene valutato come pseudoscienza ed invece discusso in contesti scientifici.
La scienza spazzatura è stata definita come:
- "la scienza ha fatto in modo di stabilire una nozione preconcetta, non per testare la nozione, che è ciò che la scienza vera e propria cerca di fare, ma per stabilirla indipendentemente dal fatto che resista o meno a una verifica reale[7]."
- "opinione che si presenta come prova empirica, o attraverso prove di mandato discutibile, basate su una metodologia scientifica inadeguata[8]."
- "ricerca metodologicamente sciatta condotta per portare avanti qualche programma extra-scientifico o per prevalere in un contenzioso[5]."

## Motivazioni
La scienza spazzatura avviene per diversi motivi, tra cui perché i ricercatori credono che le proprie idee siano corrette (una sorta di autoillusione scientifica o Drinking the Kool-Aid, un'espressione usata per riferirsi a una persona che crede in un'idea potenzialmente fatale o pericolosa a causa delle ricompense potenzialmente elevate percepite), perché sono prevenuti con i loro progetti di studio e a causa di una "semplice vecchia mancanza" dell'etica". Essere eccessivamente attaccati alle proprie idee può condurre una ricerca dalla ordinaria scienza spazzatura (ad esempio, scegliendo un esperimento che dovrebbe produrre i risultati desiderati) alla frode scientifica (ad esempio, mentendo sui risultati) e alla pseudoscienza (ad esempio, affermando che i risultati sfavorevoli hanno effettivamente dimostrato che l’idea era corretta).
La scienza spazzatura tende ad apparire quando la persona impegnata in essa ha qualcosa da guadagnare dall'ottenere la risposta desiderata. Lo si vede quindi nelle testimonianze di periti nei procedimenti giudiziari e nella pubblicità "self service" (un tipo di pubblicità programmatica che si riferisce alla pubblicazione di annunci senza interferenza umana) di prodotti e servizi. Queste situazioni possono incoraggiare i ricercatori a sopravvalutare le loro affermazioni e a fare affermazioni radicali basate su prove limitate.

## Storia
Sembra che la definizione scienza spazzatura fosse in uso prima del 1985. Un rapporto del Dipartimento di Giustizia degli Stati Uniti del 1985 redatto dal Tort Policy Working Group osservava: 
L'uso di tali prove scientifiche non valide (comunemente definite "scienza spazzatura") ha portato a risultati di causalità che semplicemente non possono essere giustificati o compresi dal punto di vista dello stato attuale delle conoscenze scientifiche o mediche credibili.
Nel 1989 lo scienziato del clima Jerry Mahlman (direttore del Geophysical Fluid Dynamics Laboratory) definì la teoria secondo cui il riscaldamento globale era dovuto alla variazione solare (presentata in Scientific Perspectives on the Greenhouse Problem di Frederick Seitz e altri) come "scienza spazzatura rumorosa".

Peter W. Huber ha reso popolare il termine rispetto al contenzioso nel suo libro del 1991 Galileo's Revenge: Junk Science in the Courtroom. Il libro è stato citato in oltre 100 libri di testo e riferimenti legali; di conseguenza alcune fonti citano Huber come il primo a coniare il termine. Nel 1997 il termine era entrato nel lessico legale come si vede in un parere del giudice della Corte Suprema degli Stati Uniti John Paul Stevens: 
Un esempio di "scienza spazzatura" che dovrebbe essere esclusa secondo lo standard Daubert in quanto troppo inaffidabile sarebbe la testimonianza di un frenologo che pretenderebbe di dimostrare la futura pericolosità di un imputato basandosi sui contorni del cranio dell'imputato.
I tribunali di grado inferiore hanno successivamente stabilito linee guida per identificare la scienza spazzatura, come l'opinione del 2005 della Corte d'Appello degli Stati Uniti per il giudice del settimo circuito Frank H. Easterbrook: 
I rapporti positivi sul trattamento magnetico dell'acqua non sono replicabili; questo, oltre alla mancanza di una spiegazione fisica per qualsiasi effetto, sono i tratti distintivi della scienza spazzatura.
Come suggerisce il sottotitolo del libro di Huber, Junk Science in the Courtroom, la sua enfasi era sull'uso o sull'abuso delle testimonianze di esperti nelle controversie civili. Un esempio importante citato nel libro è stato il contenzioso sul contatto casuale nella diffusione dell'AIDS. Un distretto scolastico della California ha cercato di impedire a un ragazzo affetto da AIDS, Ryan Thomas, di frequentare la scuola materna. Il distretto scolastico ha presentato un testimone esperto, Steven Armentrout, il quale ha testimoniato che esisteva la possibilità che l'AIDS potesse essere trasmesso ai compagni di scuola attraverso "vettori" non ancora scoperti. Tuttavia, cinque esperti hanno testimoniato a nome di Thomas che l'AIDS non si trasmette attraverso il contatto casuale, e la corte ha affermato la "scienza solida" (come la chiamava Huber) e ha respinto l'argomentazione di Armentrout.

Nel 1999 Paul Ehrlich e altri hanno sostenuto politiche pubbliche per migliorare la diffusione di valide conoscenze scientifiche ambientali e scoraggiare la scienza spazzatura: 
I rapporti del Gruppo intergovernativo sui cambiamenti climatici offrono un antidoto alla scienza spazzatura articolando l’attuale consenso sulle prospettive del cambiamento climatico, delineando la portata delle incertezze e descrivendo i potenziali benefici e costi delle politiche per affrontare il cambiamento climatico.
In uno studio del 2003 sui cambiamenti nell’attivismo ambientale riguardo all’ecosistema del Parco nazionale dei ghiacciai ha osservato che la scienza spazzatura può minare la credibilità della scienza su una scala molto più ampia perché la falsa rappresentazione di interessi particolari mette in dubbio affermazioni più difendibili e mina la credibilità di tutti.

Nel suo libro del 2006 Junk Science, Dan Agin ha sottolineato due cause principali della scienza spazzatura: la frode e l'ignoranza. Nel primo caso, Agin ha discusso i risultati falsificati nello sviluppo di transistor organici: 
Per quanto riguarda la comprensione della scienza spazzatura, l’aspetto importante è che sia i Bell Laboratories che la comunità internazionale dei fisici furono ingannati finché qualcuno non notò che le registrazioni del rumore pubblicate da Jan Hendrik Schön in diversi articoli erano identiche, il che è fisicamente impossibile.
Nel secondo caso cita un esempio che dimostra l’ignoranza dei principi statistici da parte della stampa laica: 
Poiché non è possibile alcuna prova del genere [che il cibo geneticamente modificato sia innocuo], l'articolo del The New York Times è stato quello che viene definito un "cattivo colpo" contro il Dipartimento dell'Agricoltura degli Stati Uniti, un cattivo colpo basato sulla convinzione della scienza spazzatura che sia possibile dimostrare un'ipotesi nulla.
Agin chiede al lettore di fare un passo indietro rispetto alla retorica, poiché "il modo in cui le cose vengono etichettate non rende la scienza una scienza spazzatura". Al suo posto, sostiene che la scienza spazzatura è in definitiva motivata dal desiderio di nascondere verità indesiderabili al pubblico.
L’ascesa delle riviste open source (accessibili gratuitamente) ha comportato una pressione economica sugli editori accademici affinché pubblicassero scienza spazzatura. Anche quando la rivista è sottoposta a revisione paritaria, gli autori, piuttosto che i lettori, diventano i clienti e la fonte di finanziamento della rivista, quindi l'editore è incentivato a pubblicare quanti più articoli possibile, compresi quelli che sono metodologicamente malsano.

## Uso improprio nelle pubbliche relazioni
John Stauber e Sheldon Rampton di PR Watch affermano che il concetto di scienza spazzatura è stato utilizzato nel tentativo di respingere le scoperte scientifiche che ostacolano i profitti aziendali a breve termine. Nel loro libro Trust Us, We're Experts (2001), scrivono che le industrie hanno lanciato campagne multimilionarie per posizionare alcune teorie come scienza spazzatura nella mente popolare, spesso non riuscendo a impiegare esse stesse il metodo scientifico. Ad esempio, l’industria del tabacco ha descritto la ricerca che dimostra gli effetti dannosi del fumo e del fumo passivo come scienza spazzatura, attraverso il veicolo di vari gruppi di astroturf.
Le teorie più favorevoli alle attività aziendali sono descritte a parole come "scienza solida". Esempi passati in cui è stata utilizzata la "sana scienza" includono la ricerca sulla tossicità dell'Alar, che è stata pesantemente criticata dai sostenitori dell'anti-regolamentazione, e la ricerca di Herbert Needleman sull'avvelenamento da piombo a basse dosi. Needleman è stato accusato di frode e aggredito personalmente.
Il commentatore di Fox News Steven Milloy spesso denigra la ricerca scientifica credibile su argomenti come il riscaldamento globale, la riduzione dell'ozono e il fumo passivo definendoli "scienza spazzatura". La credibilità del sito web di Milloy junkscience.com è stata messa in dubbio da Paul D. Thacker, uno scrittore per The New Republic, sulla scia delle prove che Milloy aveva ricevuto finanziamenti da Philip Morris, RJR Tobacco ed Exxon Mobil. Thacker notò anche che Milloy riceveva quasi 100.000 dollari all'anno in compensi di consulenza da Philip Morris mentre criticava le prove riguardanti i rischi del fumo passivo come scienza spazzatura. In seguito alla pubblicazione di questo articolo, il Cato Institute, che aveva ospitato il sito junkscience.com, ha cessato la sua associazione con il sito e ha rimosso Milloy dalla sua lista di studiosi aggiunti.
I documenti dell'industria del tabacco rivelano che i dirigenti della Philip Morris concepirono il "Progetto Whitecoat" negli anni '80 come risposta ai dati scientifici emergenti sulla nocività del fumo passivo. L'obiettivo del Whitecoat Project, come concepito da Philip Morris e altre aziende produttrici di tabacco, era quello di utilizzare "consulenti scientifici" apparentemente indipendenti per diffondere dubbi nella mente del pubblico sui dati scientifici invocando concetti come scienza spazzatura. Secondo l'epidemiologo David Michaels, vicesegretario all'energia per l'ambiente, la sicurezza e la salute nell'amministrazione Clinton, l'industria del tabacco ha inventato il movimento "sound science" negli anni '80 come parte della sua campagna contro la regolamentazione dei prodotti di seconda mano.
David Michaels ha sostenuto che, a partire dalla sentenza della Corte Suprema degli Stati Uniti nel caso Daubert contro Merrell Dow Pharmaceuticals, Inc., i giudici laici sono diventati "custodi" delle testimonianze scientifiche e, di conseguenza, scienziati rispettati a volte non sono stati in grado di fornire testimonianze in modo che gli imputati aziendali sono "sempre più incoraggiati" ad accusare gli avversari di praticare la scienza spazzatura.

## Casi notevoli
Lo psicologo americano Paul Cameron è stato designato dal Southern Poverty Law Center (SPLC) come un estremista anti-gay e un fornitore di "scienza spazzatura". La ricerca di Cameron è stata pesantemente criticata per i metodi non scientifici e le distorsioni che tentano di collegare l'omosessualità con la pedofilia. In un caso, Cameron ha affermato che le lesbiche hanno 300 volte più probabilità di rimanere coinvolte in incidenti stradali. L'SPLC afferma che il suo lavoro è stato continuamente citato in alcune sezioni dei media nonostante fosse screditato. Cameron fu espulso dall'American Psychological Association nel 1983.

## Combattere la scienza spazzatura
Nel 1995 la Union of Concerned Scientists ha lanciato la Sound Science Initiative, una rete nazionale di scienziati impegnati a sfatare la scienza spazzatura attraverso la sensibilizzazione dei media, attività di lobbying e lo sviluppo di strategie congiunte per partecipare a riunioni cittadine o udienze pubbliche. Nella sua newsletter su Scienza e Tecnologia al Congresso, anche l'American Association for the Advancement of Science ha riconosciuto la necessità di una maggiore comprensione tra scienziati e legislatori: "Sebbene la maggior parte delle persone sia d'accordo sul fatto che la scienza solida è preferibile alla scienza spazzatura, pochi riconoscono ciò che rende uno studio scientifico 'buono' o 'cattivo'." L'American Dietetic Association, criticando le affermazioni di marketing fatte per i prodotti alimentari, ha creato un elenco di "Dieci bandiere rosse della scienza spazzatura".